# 奥山重之助
奥山 重之助（おくやま じゅうのすけ　1930年(昭和5年5月4日) - 2022年(令和4年10月7日)）は現代音楽・映画音楽などの分野で活動した録音技師。武満徹音楽の音源制作・録音を手掛ける、水の曲などが有名。録音・音響技師としてジョン・ケージ音楽に携わるなど、電子音楽の先駆者的存在である。

## 代表作品

### 映画

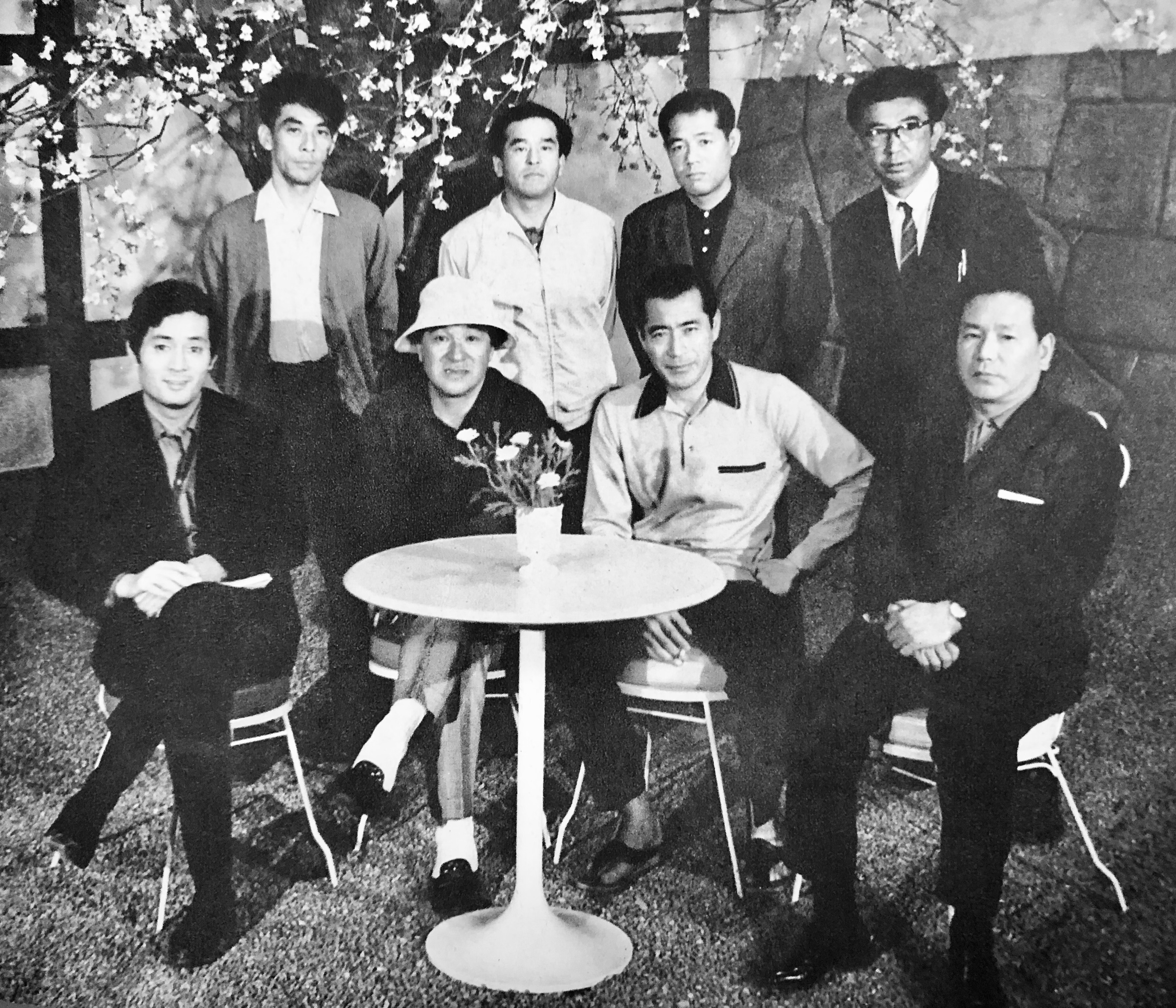
『上意討ち 拝領妻始末』（1967年）のスタッフとキャスト。
前列左から、仲代達矢、小林正樹、三船敏郎、田中友幸。後列左から、松江陽一、山田一夫、奥山重之助、田実泰良。

- 世界は恐怖する－死の灰の正体－（1957年）
- 流血の記録 砂川（1957年）
- お母さんの幸福（1958年）
- 小さな仲間（1958年）
- おとし穴（1962年）
- 砂の女（1964年）
- KISS KISS KISS（1964年）
- 堅々獄夫婦庭訓（1964年）
- 怪談（1965年）
- 他人の顔（1966年）
- インディレース 爆走（1967年）
- 上意討ち 拝領妻始末（1967年）
- ねむの木の詩（1974年）
- 人間であるために（1974年）
- わが青春のとき（1975年）
- 化石（1975年）
- 変奏曲（1976年）
- はだしのゲン（1976年）
- はだしのゲン 涙の爆発（1977年）
- ねむの木の詩がきこえる（1977年）

など

## 関連人物
- 勅使河原宏
- 横尾忠則
- 久里洋二

| スタブアイコン | サブスタブ | この項目は、まだ閲覧者の調べものの参照としては役立たない、人物に関連した書きかけの項目です。この項目を加筆・訂正などしてくださる協力者を求めています（P:人物伝/PJ:人物伝）。 |